# 1782 год в литературе

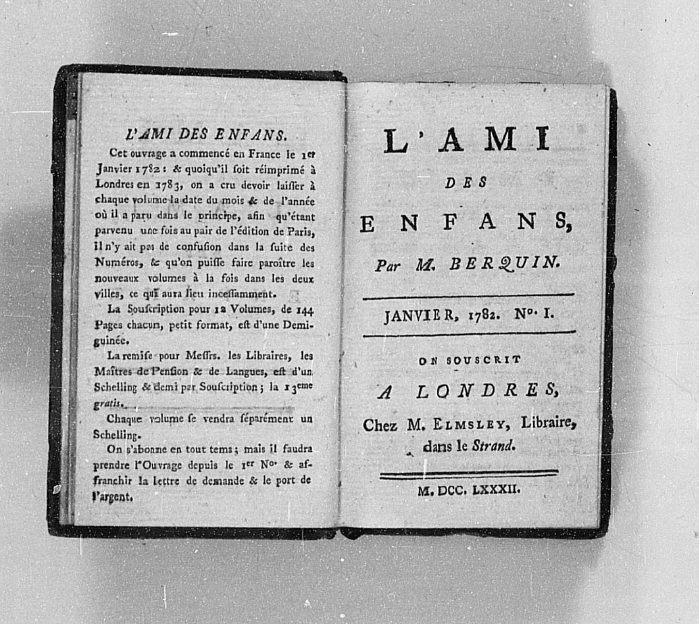
Арно Беркень. "Ami des Enfans". 1782

## События
- 13 января — состоялась премьера спектакля по пьесе «Разбойники» Фридриха Шиллера в Мангейме.
- Премьера комедии «Le Bon Ménage» Жана-Пьера Клари де Флориана на сцене Театра итальянской комедии в Париже.
- Поэт Уильям Блейк встречает Джона Флаксмана, который станет его патроном, и Кэтрин Буше, которая вскоре станет его женой.
- Окончена работа над Сыку цюаньшу, самым масштабным издательским начинанием в истории Китая. «Полное собрание книг» насчитывало 36 381 том (79 000 цзюаней), что составляет приблизительно 2300 тыс. страниц и 800 млн иероглифов.
- Маркиз де Сад закончил работу над своим первым сборником литературных произведений. Самое известное произведение этого сборника — «Диалог между священником и умирающим» будет неоднократно переиздан и станет первым знаменитым творением Маркиза.
- Гёте пожаловано дворянство.

## Новые произведения
- Опасные связи (фр. Lettres recueillies dans une société et publiées pour l’instruction de quelques autres) — эпистолярный роман Пьера Шодерло де Лакло
- «Лесной царь» — баллада Иоганна Вольфганга фон Гёте.
- «Саул» (фр. Saul) — трагедия Витторио Альфьери.
- «Сесилия» — роман Фанни Берни.
- «Валлоны» (англ. The Walloons) — комедийная пьеса Ричарда Камберленда.
- «Недоросль» — пьеса Дениса Ивановича Фонвизина.
- «Рассуждение о непременных государственных законах» — одно из лучших произведений русской публицистики Дениса Ивановича Фонвизина.
- «Journey from Chester to London» — путевые заметки Томаса Пеннанта.
- "Исповедь" (фр. Confessions) — книга Жан-Жака Руссо.
- «Письма покойного Игнатия Санчо, африканца» (англ. Letters of the Late Ignatius Sancho, an African) — мемуары Игнатиуса Санчо.
- «История Крузонии на острове Робинзона Крузо» (англ. The History of Crusonia on Robinson Crusoe's Island) — утопический труд Томаса Спенса.
- «Сто деликатесов из тофу» (Тофу хякутин) — японская кулинарная книга, включавшая рецепты блюд из соевого творога.
- «Детский собеседник» – детская книга Арно Беркеня.

## Родились
- 20 января — Йозеф фон Хормайр, австрийский историк, автор двадцатитомного издания под названием «Австрийский Плутарх» (нем. «Österreichische Plutarch»; 1807—1812) (умер 1848).
- 30 января — Энн Тейлор, английская поэтесса (умерла в 1866).
- 2 февраля — Джеймс Чалмерс, шотландский книготорговец и издатель (умер в 1853).
- 22 мая — Хиросэ Тансо, японский учёный, педагог и писатель (умер в 1856).
- 6 июня — Бисента Могель, баскская писательница, баснописец (умерла в 1854)
- 29 июня — Ханс Кристиан Лингби, датский ботаник, автор перевода на датский язык старых песен и саги о Зигфриде и других героях германо-скандинавской мифологии и эпоса «Песни о Нибелунгах» (умер в 1837).
- 25 сентября — Чарлз Роберт Метьюрин, английский (ирландский) священник и писатель (умер в 1824).
- 13 ноября — Эсайас Тегнер, шведский поэт  (умер в 1846).
- Бенджамин Торп, британский филолог, специалист по англосаксонской литературе и мифологии, переводчик многих средневековых англосаксонских произведений на английский язык.
- Грейс Кеннеди — шотландская писательница (умерла в 1825).
- Мирза Абульхасан Ягма Джандаги, персидский поэт (умер в 1860 году).

## Умерли
- 1 января — Хуан Креспи Фиоль, испанский миссионер, автор ценных записок о индейском быте того времени в Америке (род. 1721).
- 29 января — Иоганна Шарлотта Унцер, германская поэтесса (род. 1725).
- 10 февраля — Фридрих Кристоф Этингер, немецкий религиозный мыслитель и писатель (род. 1702).
- 27 февраля — Хосе Кадальсо, испанский поэт, прозаик и драматург (род. 1741).
- 12 апреля — Пьетро Метастазио, итальянский либреттист и драматург (род. 1698).
- 15 июля — Исаак Изелин, швейцарский философ, мыслитель и публицист (род. 1728).
- Жан-Мартен де Прад, французский аббат, деятель французского Просвещения, сотрудник «Энциклопедии» (род. ок.1720).